# Webdriver Torso

Um slide típico do Webdriver Torso. A perda de qualidade é visível no texto e ao longo das margens do retângulo.

Webdriver Torso é uma conta de teste automatizado de desempenho do YouTube que se tornou famosa em 2014 por especulações sobre sua natureza (então inexplicável) e piadas apresentadas em alguns de seus vídeos.
Criado pelo Google em 7 de março de 2013, o canal começou a publicar vídeos em 23 de setembro do mesmo ano, compostos por slides simples acompanhados de bipes. Ele chamou a atenção do público em 2014, quando se tornou fonte de especulação para os telespectadores que o descobriram e notaram três vídeos atípicos com piadas. Permaneceu um mistério popular até que o YouTube reconheceu com humor que o canal existe como um utilitário de teste interno. O canal parou de postar vídeos na mesma proporção após 624.774 vídeos em 4 de maio de 2017, embora tenha continuado a postar de forma intermitente nos anos seguintes.

## Vídeos
De 30 de setembro de 2016 a 31 de outubro de 2019, o canal carregou 624.774 vídeos. O intervalo entre um upload e outro costumava ser entre 1 e 15 minutos, às vezes até uma hora. Com exceção de três, todos os vídeos seguem o conjunto de padrões descritos abaixo. O canal parou de enviar em 4 de maio de 2017, mas voltou a publicar vídeos em 18 de maio de 2018, até outra interrupção quatro dias depois. Um vídeo enviado em 16 de novembro de 2020 foi rapidamente excluído após ser enviado. A partir de agora, o último vídeo enviado pelo Webdriver Torso foi em 25 de abril de 2025.
A maioria dos vídeos têm a duração de 11 segundos, embora alguns também tenham cerca de 1 minuto, 5 minutos ou 25 minutos. São apresentações de slides que mostram slides com cerca de 1 segundo de duração cada. Cada slide consiste em um fundo branco sólido sobreposto por dois retângulos opacos de cor sólida, um vermelho e outro azul. Ambos os retângulos são dimensionados, moldados e posicionados aleatoriamente no slide. Quando os dois se sobrepõem, o retângulo vermelho sempre aparece sobre o azul e, em raras ocasiões, o retângulo vermelho cobre completamente o azul. Cada slide tem um tom de onda aleatório gerado por computador. No canto de cada vídeo está escrito "aqua.flv - slide (número do slide com quatro dígitos)". Os primeiros vídeos eram chamados de "aqua", que foi então alterado para "tmp", uma abreviatura da palavra "modelo" ou "temporário", seguida de caracteres aleatórios. Embora alguns vídeos quebrem esse padrão de titulação, como alguns títulos com espaços e um vídeo de 25 minutos intitulado "o", todos eles ainda têm os mesmos retângulos azuis e vermelhos sobrepostos.

### Carregamentos incomuns
O canal possui três vídeos que não seguem os padrões do canal, apresentando referências internas ou piadas. Um deles, intitulado "tmpRkRL85" (presumivelmente significando "Temporary Rick Roll 1985" ou "Template Rickroll 1985"), toca normalmente até que o retângulo vermelho se torne uma silhueta de Rick Astley dançando (referindo-se ao fenômeno Rickrolling) na segunda metade do vídeo. O vídeo "00014" é um trecho gravado em Paris que mostra a Torre Eiffel iluminada à noite. Ao final do vídeo, a câmera é desligada e a página do Webdriver Torso no Facebook fica visível por alguns frames. O último, "0,455442373793", só pode ser visualizado na França, exige um pagamento de 1,99 euros para assistir e só pode ser pago com cartão de crédito francês. Mostra um episódio do desenho animado adulto americano Aqua Teen Hunger Force dublado em espanhol. Embora aparentemente não seja uma referência interna ou piada, o upload de 3 de maio de 2022 intitulado "gerado vídeo de 10 minutos" tem um texto no canto inferior esquerdo que diz "kaustubhb.20220503-161459.640x360x10min.0600s - Slide (número do slide com quatro dígitos)" em oposição ao usual "aqua.flv - slide (número do slide com quatro dígitos)".

## Especulação
Antes da confirmação do canal pelo YouTube como canal de teste, havia algumas especulações sobre a identidade e o conteúdo dos vídeos. As hipóteses sobre os propósitos do canal incluíam mensagens de espionagem, contato com formas de vida extraterrestres, planos de construção e um programa de recrutamento do Cicada 3301.